# 내 (춘추)
내(萊, ? ~ 기원전 567년)는 중국 상나라 ~ 춘추 시대의 제후국이다.

## 개요
기원전 567년, 제나라의 침략을 받고 멸망하였다. 이는 내나라에서 자마(子馬)를 등용하지 않았기 때문이다.

## 역대 군주
| 대수      | 시호 | 휘         | 재위             | 비고            |
| --------- | ---- | ---------- | ---------------- | --------------- |
| 선대 미상 |      |            |                  |                 |
| ?         | 공공 | 부유(浮柔) | ? ~ 기원전 567년 | 제나라에게 멸망 |

## 같이 보기
- 봉래산
- 펑라이구